# Noors Maritiem Museum
Het Noors Maritiem Museum (Noors: Norsk Maritimt Museum), eerder bekend als het Norsk Sjøfartsmuseum, is een scheepvaartmuseum. Het is in 1914 geopend en ligt op het schiereiland Bygdøy aan de westkant van Oslo. In de omgeving bevinden zich ook enkele andere musea, zoals het Kon-Tiki Museet en het Norsk Folkemuseum.
Het museum richt zich op de kustcultuur en scheepvaartgeschiedenis. In het museum bevinden zich onder andere scheepsmodellen, uitrusting van de visserij, archeologische vondsten uit zee en schilderijen over de scheepvaart. Ook beschikt het museum over een eigen bibliotheek. Het museum heeft in totaal drie schepen in bezit, waaronder de in 1916 gebouwde Schoener Svanen. Huidig directeur is Espen Wæhle.